# Linda Emond
Linda Marie Emond (New Brunswick (New Jersey), 22 mei 1959) is een Amerikaanse actrice.

## Biografie
Emond heeft gestudeerd aan de universiteit van Washington in Seattle en haalde haar master of fine arts in professionele acteer training programma.
Emond begon in 1989 met acteren in de film God's Will. Hierna heeft zij nog meerdere rollen gespeeld in films en televisieseries zoals One Life to Live (1997), Dark Water (2005), Trade (2007) en Law & Order: Special Victims Unit (2004-2011).
Emond is ook actief in het theater, zij maakte in 1997 haar debuut op Broadway in de musical 1776. Hierna stond zij nog driemaal op Broadway, in 2003 met het toneelstuk Life (x) 3, in 2012 met het toneelstuk Death of a Salesman en van 2014 tot en met 2015 in de musical Cabaret.

## Filmografie

### Films
Uitgezonderd korte films.
- 2022 Causeway - als Gloria
- 2021 The Unforgivable - als Rachel Malcolm
- 2020 The Great Work Begins. Scenes from Angels in America - als Phosphor
- 2019 Gemini Man - als Janet Lassiter
- 2018 The Professor - als Barbara
- 2017 Sea Oak - als Ma
- 2017 Song to Song - als Judy
- 2017 The Big Sick - als dr. Cunningham
- 2016 The Land - als Momma
- 2016 Indignation - als Esther Messner
- 2015 The Family Fang - als miss Delano
- 2015 Three Generations - als Frances
- 2015 Jenny's Wedding - als Rose
- 2013 Oldboy - als Edwina Burke
- 2011 A Bird of the Air – als Margie
- 2009 A Dog Named Christmas – als Mary Ann McCray
- 2009 Georgie O'Keeffe – als Beck Strand
- 2009 Julie & Julia – als Simone Beck
- 2009 The Missing Person – als mrs. Fullmer
- 2008 Stop-Loss – als Ida King
- 2007 Across the Universe – als mrs. Carrigan
- 2007 Trade – als Patty Sheridan
- 2005 North Country – als Leslie Conlin
- 2005 Dark Water – als bemiddelaar
- 2005 The Dying Gaul – als dr. Marta Foss
- 2002 City by the Sea – als Margery
- 2002 A Gentleman's Game – als Meredith Price
- 2001 Almost Salinas – als Nina Ellington
- 2000 Pollock – als Martha Holmes
- 1993 I Can Make You Love Me – als Penny
- 1989 God's Will – als Gwyneth

### Televisieseries
Uitgezonderd eenmalige gastrollen.
- 2022 The Patient - als Candace Fortner - 9 afl.
- 2004 – 2022 Law & Order: Special Victims Unit – als dr. Emily Sopher – 8 afl.
- 2022 The Gilded Age - als Clara Barton - 3 afl.
- 2021 Succession - als Michelle-Anne Vanderhoven - 3 afl.
- 2021 The Bite - als Lisa Quinto - 4 afl.
- 2015 - 2019 Madam Secretary - als Carol Jackson - 4 afl.
- 2018 - 2019 Lodge 49 - als Connie Clark - 20 afl.
- 2016 The Blacklist - als dr. Adrian Shaw - 2 afl.
- 2015 The Knick - als Anne Chickering - 3 afl.
- 2013 Elementary - als dr. Candace Reed - 3 afl.
- 2010 – 2012 The Good Wife – als rechter Leora Kuhn – 3 afl.
- 2008 – 2009 Gossip Girl – als Queller – 3 afl.
- 2000 Wonderland – als Strictler – 4 afl.
- 1997 One Life to Live – als Kara Richardson - ? afl.

- Bibsys: 1460961539913
- Biblioteca Nacional de España: XX5667924
- Gemeinsame Normdatei: 1061298914
- International Standard Name Identifier: 0000 0000 4117 8041
- Library of Congress Control Number: no2001090246
- Nationale Bibliotheek van Israël: 987007402898005171
- Nederlandse Thesaurus van Auteursnamen: 304049506
- Réseau des bibliothèques de Suisse occidentale: 02-A019012974
- Virtual International Authority File: 43956779
- WorldCat: E39PBJxMmpYB374xMHKFgkKDbd